# Siptah
Siptah, też Ramzes Siptah, Merenptah Siptah – faraon, władca starożytnego Egiptu z XIX dynastii, z okresu Nowego Państwa. Syn Seti II i jego syryjskiej małżonki Sutiraja (Tiaa ???). Wstąpił na tron po śmierci swego ojca prawdopodobnie w wieku 14 lat. Prawdopodobnie panował w latach 1194–1192 p.n.e. albo 1194–1188 p.n.e., lub 1196–1190 p.n.e.
W imieniu małoletniego faraona, regencję objęła jego macocha - Tauseret, sprawując władzę wespół z kanclerzem Bay, który
„osadził króla na tronie jego ojca”.
Jak się sądzi, był cudzoziemcem, Syryjczykiem. W czasach Seti II pełnił funkcję nadwornego skryby, później kanclerza, a za Tauseret stał się wpływowym dostojnikiem, prawdopodobnie zarządzającym skarbem państwa (być może w wyniku związku z Tauseret) i to o nim starożytne zapisy wyrażają niepochlebne opinie, określając okres rządów jego i Tauseret jako okres anarchii, braku władzy centralnej, upadku administracji, podziału państwa i uzurpacji.
Po drugim roku panowania Siptah zmienił swą tytulaturę zmieniając imię z Ramzes-Siptah na Merenptah-Siptah i jak się wydaje podjął próbę przywrócenia porządku w państwie. Kanclerz Bay stracił swoje wpływy i prawdopodobnie wkrótce potem, być może z rozkazu samego króla, został stracony. Do naszych czasów przetrwały ostrakony przekazujące tę wiadomość do osady rzemieślników w Deir el-Medina.
Siptah zmarł w wieku około 20 lat. Został pochowany w Dolinie Królów w grobowcu KV47. Grób ten został odkryty przez Edwarda R. Ayrtona w grudniu 1905 roku. Kartusz króla najpierw zniszczono, a później odnowiono. Rządy po Siptahu objęła Tauseret licząc swe lata panowania od czasu objęcia regencji.
Mumia króla została odnaleziona w sekretnej części grobowca (KV35) Amenhotepa II. Jak wykazały badania mumii, cierpiał on na poważną deformację lewej stopy, co mogło być spowodowane mózgowym porażeniem dziecięcym.

## Tytulatura
| G5 |

| G5 |

| E1 · D40 | N36 | H | a · p · Z4 | N36 · n · n · n |

| E1 · D40 | N36 | H | a · p · Z4 | N36 · n · n · n |

| E1 · D40 | N36 | H | a · p · Z4 | N36 · n · n · n |

| E1 · D40 | N36 | H | a · p · Z4 | N36 · n · n · n |

| G5 |

| G5 |

| E1 · D40 | N36 | H | a · p · Z4 | N36 · n · n · n |

| E1 · D40 | N36 | H | a · p · Z4 | N36 · n · n · n |

| E1 · D40 | N36 | H | a · p · Z4 | N36 · n · n · n |

| E1 · D40 | N36 | H | a · p · Z4 | N36 · n · n · n |

| M23 · X1 | L2 · X1 |

| M23 · X1 | L2 · X1 |

| ra | s | xa · n | N36 | i | mn · n |

| ra | s | xa · n | N36 | i | mn · n |

| ra | s | xa · n | N36 | i | mn · n |

| ra | s | xa · n | N36 | i | mn · n |

| M23 · X1 | L2 · X1 |

| M23 · X1 | L2 · X1 |

| ra | s | xa · n | N36 | i | mn · n |

| ra | s | xa · n | N36 | i | mn · n |

| ra | s | xa · n | N36 | i | mn · n |

| ra | s | xa · n | N36 | i | mn · n |

| G39 | N5 |

| G39 | N5 |

| C2 | ms | z · z | H8 · Z1 | p · t | H |

| C2 | ms | z · z | H8 · Z1 | p · t | H |

| C2 | ms | z · z | H8 · Z1 | p · t | H |

| C2 | ms | z · z | H8 · Z1 | p · t | H |

| G39 | N5 |

| G39 | N5 |

| C2 | ms | z · z | H8 · Z1 | p · t | H |

| C2 | ms | z · z | H8 · Z1 | p · t | H |

| C2 | ms | z · z | H8 · Z1 | p · t | H |

| C2 | ms | z · z | H8 · Z1 | p · t | H |